# Монгер, Билли
Билли Монгер (род. 5 мая 1999, Чарлвуд, Юго-Восточная Англия) — британский гонщик, участвовавший в гонках F4 British Championship в 2016 и 2017 годах. Его также называют «Билли Уиз» (англ. Billy Whizz). В апреле 2017 года он был тяжело ранен в результате столкновения в Донингтон-парке, в результате которого ему ампутировали обе ноги, одну ниже колена и одну выше колена. До этого он активно участвовал в гонках на картинге по всей Великобритании и на Нормандских островах, а затем стал успешным гонщиком команды Ginetta Junior.
После лечения и терапии Монгер вернулся к соревнованиям в ноябре 2017 года. В 2018 году Монгер был удостоен награды BBC Sports Personality of the Year Helen Rollason Award за выдающиеся достижения перед лицом невзгод.
В 2019 и 2020 годах он выступал на канале Channel 4 F1. Он также принимал участие в открытом чемпионате Euroformula Open в Формуле-3 от Carlin Motorsport. Он одержал свою первую победу в гонке на одноместном автомобиле в Гран-при По 19 мая 2019 года.

## Карьера

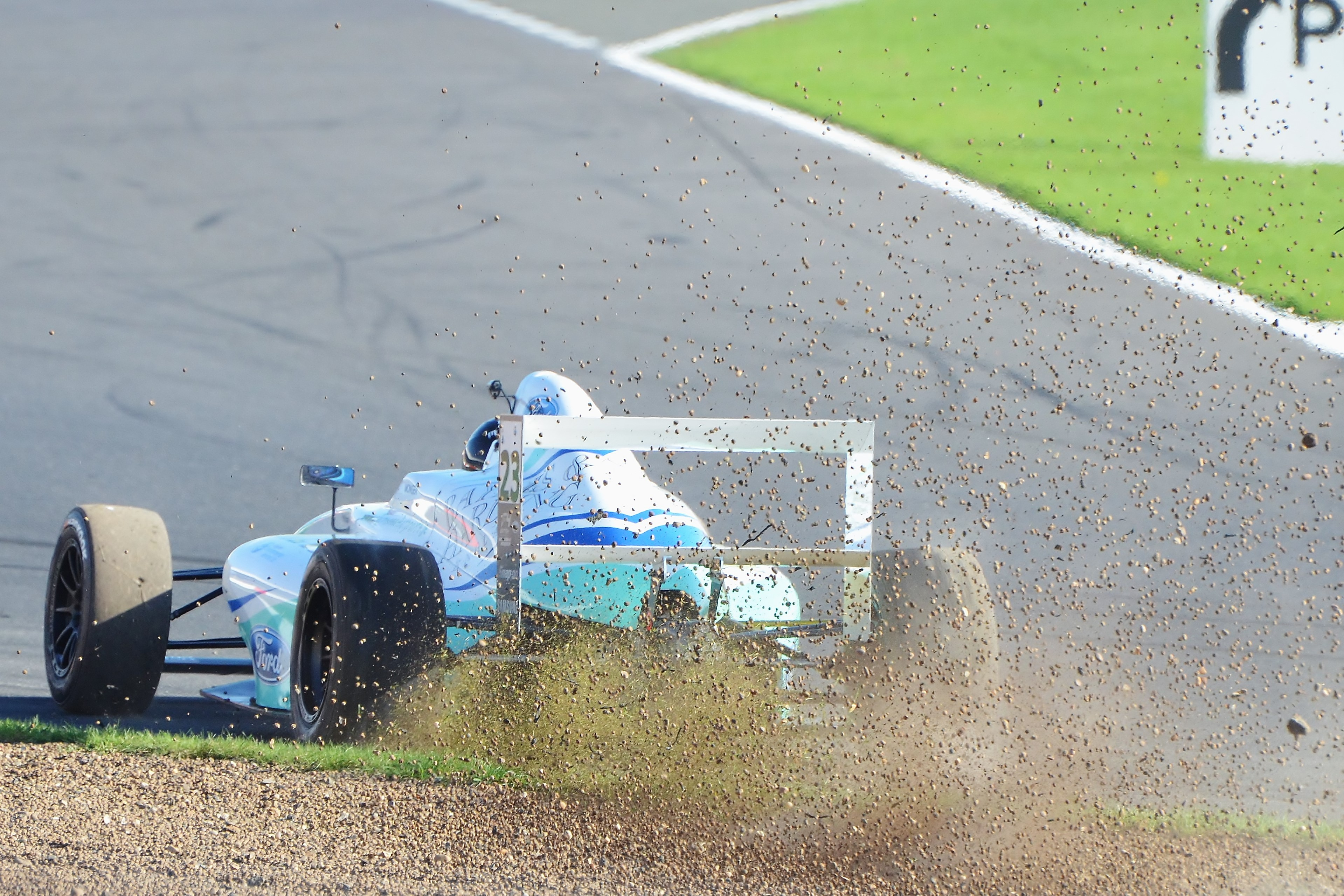
Билли Монгер на гонке в Сильверстоуне.

Монгер впервые сел за руль автомобиля в возрасте трёх лет, когда его отец, бывший гонщик на картинге, купил ему первый карт.
В 2016 году Монгер присоединился к британскому чемпионату F4 вместе с JHR Developments. Там он занял три подиума и итоговое 12-е место в чемпионате. Он остался в команде на сезон 2017 года. 16 апреля 2017 года Монгер был тяжело ранен и чуть не погиб после аварии в гонке на Донингтон Парк, где на высокой скорости врезался сзади в машину финского гонщика Патрика Пасмы; в результате Монгеру ампутировали обе ноги. Его левую ногу ампутировали выше колена, в результате чего у него осталась короткая культя бедра. Его правая нога ампутирована ниже колена и это позволяет ему водить модифицированные автомобили. Авария произошла за три недели до его 18-летия. Пасма не получил серьёзных травм в аварии.
Его командой JHR Developments была создана страница на благотворительном сайте JustGiving, чтобы собрать деньги для Монгера. За первые сутки удалось собрать более 500 000 фунтов стерлингов. Ряд гонщиков Формулы 1 продемонстрировали свою поддержку Монгеру, в том числе Дженсон Баттон, Льюис Хэмилтон, Макс Ферстаппен, Даниэль Риккардо, Джолион Палмер и Нико Хюлькенберг .
В июне 2017 года было объявлено, что Монгер вернется к соревнованиям в ноябре в гонках Group CN на автомобиле Ligier JS53 Evo 2-Honda вместе с другим ампутантом Фредериком Соссе в рамках программы с конечной целью выставить команду из трех пилотов-инвалидов на «24 часа Ле-Мана 2020». В июле 2017 года Монгер вернулся на трассу, где он протестировал адаптированную специалистами по автоспорту Team BRIT в Брэндс-Хэтч гоночную машину для гонок Fun Cup с дополнительным ручным управлением.
В феврале 2018 года Монгер впервые после аварии управлял одноместным гоночным автомобилем когда тестировал британский болид Формулы-3 BRDC для команды Carlin Motorsport в Оултон-парке. В следующем месяце на первом заседании серии BRDC Formula 3 2018 Монгер подтвердил, что он будет участвовать в гонках за команду Карлина. Чтобы участвовать в Формуле 3, он и его семья должны были обратиться в международный руководящий орган этого вида спорта, Международную автомобильную федерацию, с просьбой изменить их правила, поскольку они запрещали водителям-инвалидам участвовать в гонках на одноместных автомобилях по соображениям безопасности: Федерация решила снять запрет в декабре 2017 года, разрешив водителям-инвалидам участвовать в гонках на специально модифицированных одноместных автомобилях, если они могут пройти проверку безопасности. Монгер финишировал третьим в Оултон-парке на адаптированном для него автомобиле: модификации включали перемещение педали тормоза вверх, чтобы он мог тормозить одной из культей ноги, и замену педали газа рычагом, установленным на рулевом колесе.
В июне 2018 года Монгер впервые управлял гоночным автомобилем Формулы-1, когда тестировал Sauber C30 на автодроме Рокингем-Мотор-Спидвей в Корби. Автомобиль был специально переоборудован, чтобы соответствовать ручному управлению, присутствующему в автомобиле Carlin BRDC British Formula 3.

## Известность
Документальный фильм о первой поездке Монгера в Формуле-1 был показан в рамках освещения Sky F1 Гран-при Австрии 2018 года. Другой документальный фильм о карьере Монгера «Driven: The Billy Monger Story» был спродюсирован BBC и выпущен на BBC Three в ноябре 2018 года. В 2018 году Монгер был удостоен Приза Сигрейва с формулировкой «За проявление исключительного мужества и решимости после тяжёлых испытаний и возвращение к высоким уровням автоспорта». Монгер, которому на момент награждения было 20 лет, стал самым молодым лауреатом этого престижного приза. В том же году за помощь Монгеру в возвращении в автоспорт медали Сигрейва был удостоен автоспортивный менеджер Тревор Карлин.

## Гонки
| Сезон | Серия                                    | Команда           | Гонок | Побед | Поулов | 1-х кругов | Подиумов | Очков | Место |
| ----- | ---------------------------------------- | ----------------- | ----- | ----- | ------ | ---------- | -------- | ----- | ----- |
| 2015  | 2015 Ginetta Junior Championship         | JHR Developments  | 20    | 2     | 1      | 1          | 7        | 325   | 5     |
| 2016  | 2016 F4 British Championship             | JHR Developments  | 27    | 0     | 1      | 0          | 3        | 78    | 12    |
| 2017  | 2017 F4 British Championship             | JHR Developments  | 6     | 0     | 0      | 0          | 2        | 44    | 12    |
| 2017  | 2017 F4 British Championship             | JHR Developments  | 6     | 4     | 0      | 1          | 4        | 100   | 6     |
| 2018  | 2018 BRDC British Formula 3 Championship | Carlin Motorsport | 23    | 0     | 2      | 3          | 4        | 301   | 6     |
| 2019  | 2019 Euroformula Open Championship       | Carlin Motorsport | 18    | 1     | 1      | 0          | 2        | 89    | 9     |
| 2019  | 2019 Euroformula Open Championship       | Carlin Motorsport | 2     | 0     | 0      | 0          | 0        | 5     | 10    |